# 南羅津站
南羅津站（朝鲜语：남라진역；）曾为朝鲜铁路南羅津線上的一个车站，位于羅先特別市，废止时间不明。